# عبدالله ایلخانی‌زاده
عبدالله ایلخانی‌زاده از خوانین و مالکان بزرگ بوکان بود که یک دوره نیز نمایندگی مهاباد و در سال ۱۳۳۹ نیز نمایندگی بوکان را در مجلس شورای ملی به عهده داشت.
پدربزرگ او شهر بوکان را که در آن زمان روستا بود، خرید و بوکان ملک موروثی خاندان ایلخانی‌زاده شد. او در زمانی که قاضی محمد در مهاباد اعلام جمهوری کرد، بخشدار بوکان بود. ارتش ایران از همکاری او و دیگر خوانین ایلخانی‌زاده با قاضی محمد گزارش‌هایی مخابره کرد. با این حال، او پس از سقوط جمهوری مهاباد برای همکاری با دولت مرکزی پاداش گرفت.
پس از کودتای ۲۸ مرداد ۱۳۳۲ که ایلخانی‌زاده به عنوان نماینده مهاباد به مجلس شورای ملی راه یافت، مهدی میراشرافی به اعتبارنامه‌اش اعتراض و او را متهم کرد که با همکاری با قاضی محمد به کشور خیانت کرده است. ایلخانی‌زاده این اتهام را رد کرد و دیگر نمایندگان کرد مجلس نیز از او حمایت کردند. سرانجام اعتبارنامه‌اش تصویب شد و تنها نماینده‌ای که رأی مخالف داد، میراشرافی بود.